# Lecidea wolfiana
Lecidea wolfiana är en lavart som beskrevs av Johannes Müller Argoviensis. Lecidea wolfiana ingår i släktet Lecidea, och familjen Lecideaceae. Arten är reproducerande i Sverige.